# 胡戈·施特劳斯
胡戈·施特劳斯（德語：Hugo Strauß，1907年6月25日—1941年11月3日），德国男子赛艇运动员。他曾代表德国参加1936年夏季奥林匹克运动会赛艇比赛，获得男子双人单桨无舵手金牌。